# Artimon
Pour l’article homonyme, voir Opération Artimon.

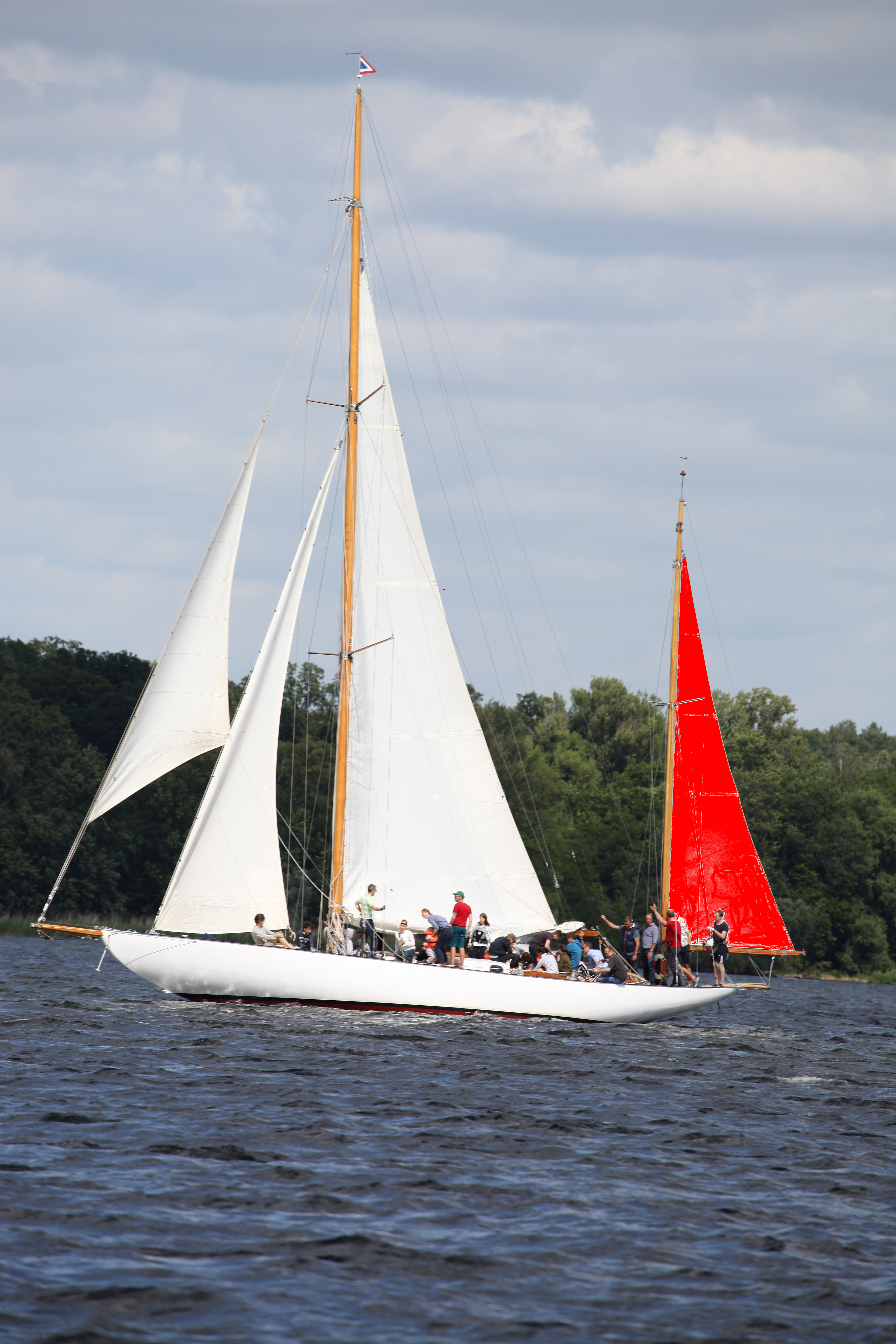
Voile d'artimon en rouge (tapecul), sur un gréement bermudien (yawl).

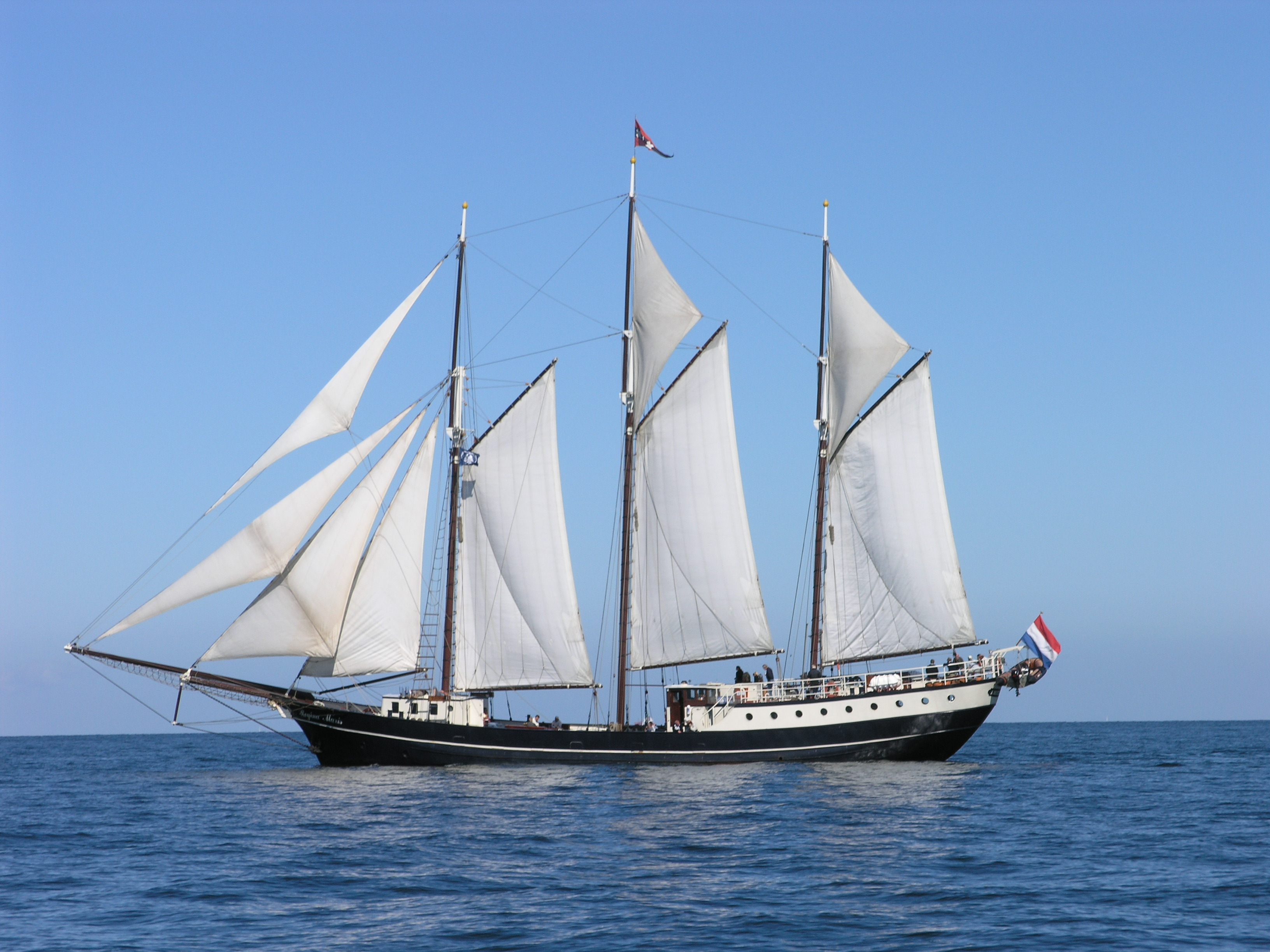
L'artimon du Regina Maris est la grande voile aurique à la base du mât arrière.

L’artimon ou voile d'artimon est la voile basse principale portée sur le mât d'artimon d'un voilier à deux mâts ou plus (le mât d'artimon étant le mât le plus à l'arrière d'un voilier, derrière le grand mât).
Sur les grands voiliers, le pavillon national était frappé sur la corne d'artimon.

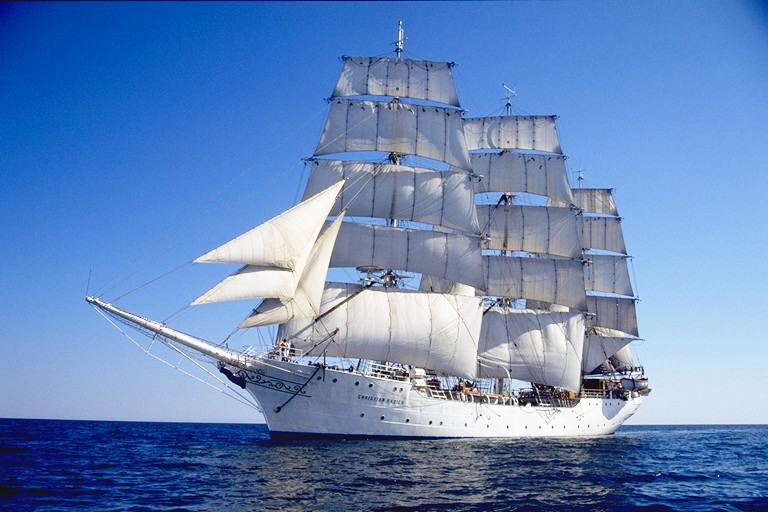
L'Artimon du Christian Radich est la voile carrée à la base du mât arrière associée à une brigantine portée par le même mât.

## Étymologie et sémantique
Le mot artimon à une origine variable suivant les sources : il pourrait être issu du bas latin de Gênes artimonus, littéralement : « voile du mât », dérivant du latin classique artemo, artemonis qui signifie « petite voile »,, ou du grec artemôn.
Le terme anglais mizzen sail désignant la voile d'artimon est un faux ami de la voile de misaine (voile du mât de misaine) qui s'appelle foresail en anglais.

## Définition

### Gréement carré
Sur les gréements carrés comme pour les gréements auriques, le mât d'artimon présente toujours une brigantine (voile aurique) rarement associé à une deuxième voile basse carrée : la voile d'artimon ou voile barrée(crossjack en anglais,), l'artimon pouvant parfois désigner à tort la brigantine sur les gréements carrés.

### Gréement auriques
Sur les gréements auriques et bermudiens, la voile basse du mât d'artimon présente toujours une seule voile (à corne, houari ou bermudienne) qui est la voile d'artimon qui correspond sur les gréements aurique à la brigantine. Pour un gréement au tiers, on parle de taille-vent pour désigner cette voile, et lorsque le mât d'artimon est situé à l'arrière du gouvernail, la voile qu'il porte s'appelle tapecul.